# Whitewater (Wisconsin)
Whitewater ist eine Stadt (mit dem Status „City“) im Walworth County und zu einem kleineren Teil im Jefferson County im US-amerikanischen Bundesstaat Wisconsin. Das U.S. Census Bureau ermittelte bei der Volkszählung 2020 eine Einwohnerzahl von 14.889.
In Whitewater befindet sich ein Campus der staatlichen University of Wisconsin.

## Geografie
Whitewater liegt im mittleren Südosten Wisconsins am Bark River, der über den Rock River zum Stromgebiet des Mississippi gehört. 
Die geografischen Koordinaten von Whitewater sind 42°50′01″ nördlicher Breite und 88°43′56″ westlicher Länge. Das Stadtgebiet erstreckt sich über eine Fläche von 23,47 km².
Nachbarorte von Whitewater sind Hebron (12 km nordnordöstlich), Palmyra (16 km ostnordöstlich), Elkhorn (29 km südöstlich), Milton (21,6 km westsüdwestlich), Lake Koshkonong (17 km nordwestlich), Fort Atkinson (15,6 km nordnordwestlich) und Jefferson (22,1 km in der gleichen Richtung).
Die nächstgelegenen größeren Städte sind Green Bay am Michigansee (228 km nordnordöstlich), Wisconsins größte Stadt Milwaukee (81,5 km ostnordöstlich), Chicago in Illinois (172 km südöstlich), Rockford in Illinois (82 km südsüdwestlich) und Wisconsins Hauptstadt Madison (72,4 km westnordwestlich).

## Verkehr
Der vierspurig ausgebaute U.S. Highway 12 bildet die südöstliche und südliche Umgehungsstraße von Whitewater. Im Stadtgebiet treffen die Wisconsin State Routes 59 und 89 zusammen. Alle weiteren Straßen sind untergeordnete Landstraßen, teils unbefestigte Fahrwege sowie innerörtliche Verbindungsstraßen.
Durch das Stadtgebiet verläuft für den Frachtverkehr eine Strecke der Wisconsin and Southern Railroad, die vom Mississippi über Madison nach Milwaukee führt.
Mit dem Fort Atkinson Municipal Airport befindet sich 20 km nordnordöstlich ein kleiner Flugplatz. Die nächsten Verkehrsflughäfen sind der Dane County Regional Airport in Madison (71,7 km nordwestlich) und der Milwaukee Mitchell International Airport in Milwaukee (77,4 km ostnordöstlich).

## Bevölkerung
Nach der Volkszählung im Jahr 2010 lebten in Whitewater 14.390 Menschen in 4766 Haushalten. Die Bevölkerungsdichte betrug 613,1 Einwohner pro Quadratkilometer. In den 4766 Haushalten lebten statistisch je 2,28 Personen. 
Ethnisch betrachtet setzte sich die Bevölkerung zusammen aus 88,0 Prozent Weißen, 3,5 Prozent Afroamerikanern, 0,3 Prozent amerikanischen Ureinwohnern, 1,9 Prozent Asiaten, 0,1 Prozent Polynesiern sowie 4,5 Prozent aus anderen ethnischen Gruppen; 1,8 Prozent stammten von zwei oder mehr Ethnien ab. Unabhängig von der ethnischen Zugehörigkeit waren 9,5 Prozent der Bevölkerung spanischer oder lateinamerikanischer Abstammung. 
21,9 Prozent der Bevölkerung waren unter 18 Jahre alt, 69,7 Prozent waren zwischen 18 und 64 und 8,4 Prozent waren 65 Jahre oder älter. 49,3 Prozent der Bevölkerung war weiblich.
Das mittlere jährliche Einkommen eines Haushalts lag bei 29.286 USD. Das Pro-Kopf-Einkommen betrug 17.316 USD. 34,3 Prozent der Einwohner lebten unterhalb der Armutsgrenze.

## Bekannte Bewohner
- Peter Barrett (1935–2000), Wirtschaftsprofessor – lehrte von  1985 bis 1997 an der Universität in Whitewater
- George Hempl (1859–1921), Philologe – geboren in Whitewater
- Tom Hulce (* 1953), Schauspieler – geboren in Whitewater
- Warren S. Johnson (1847–1911), Erfinder – unterrichtete mehrere Jahre an der staatlichen Normalschule in Whitewater
- Mark Neumann (* 1954), republikanischer Abgeordneter des US-Repräsentantenhauses (1995–1999) – studierte in Whitewater